# Matjiesfontein
Matjiesfontein är ett samhälle med 422 invånare (2011) på gränsen till halvöknen Karoo i Västra Kapprovinsen i Sydafrika.
Samhället grundades 1878 som en hållplats på Cape Government Railways linje mellan Kapstaden och diamantfyndigheterna i Kimberley.

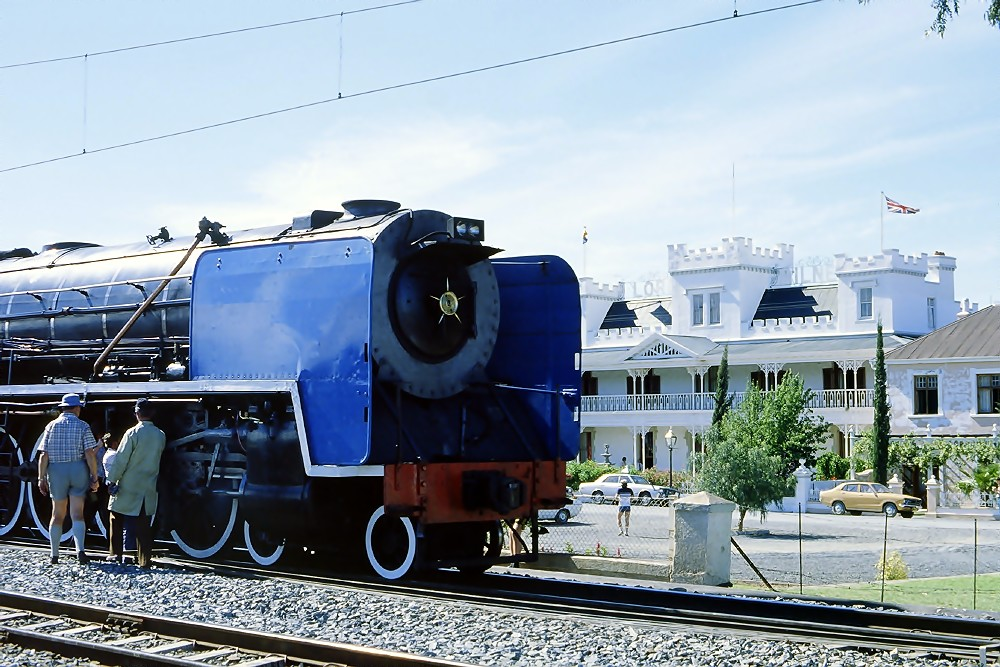
Ett ånglok på stationen i Matjiesfontein med Lord Milner Hotell i bakgrunden.

Namnet härrör från ett halvgräs, Cyperus textilis, som lokalbefolkningen vävde mattor (matjies) av till att bygga hyddor. Hela samhället är kulturskyddat.